# Мерясев, Андрей Алексеевич
Андрей Алексеевич Мерясев (род. 26 ноября 1987, Миасс, Челябинская область, СССР) — российский боксёр-профессионал, выступавший в средней весовой категории. Обладатель титулов чемпиона Балтийских стран по версии WBC Baltic (2012—2013) и чемпиона WBF International (2014) в среднем весе.

## Профессиональная карьера
Профессиональную боксёрскую карьеру Андрей начал 20 декабря 2007 года, победив техническим нокаутом российского боксёра Андрея Тылилюка. Побил 10 откровенно слабеньких бойцов.
8 сентября 2012 года Андрей Мерясев завоевал вакантный титул чемпиона Балтийских стран по версии WBC Baltic, победив техническим нокаутом узбекского боксёра Мухитдина Раджапбаева.
23 декабря 2012 года Андрей защитил титул чемпиона Балтийских стран по версии WBC Baltic, победив техническим нокаутом чемпиона Белоруссии Руслана Родивича.
7 декабря 2014 года состоялся бой Андрея Мерясева с польским боксёром Себастьяном Скшипчинским за вакантный титул WBF International. Бой завершился в четвёртом раунде, когда Андрей отправил в нокаут действующего чемпиона Польши.
Летом 2015 года планировался бой между Андреем Мерясевым и опытнейшим британским боксёром Бредли Прайсом за титул чемпиона Англии в полусреднем весе, но буквально за час до схватки врач соревнований запретил Андрею выходить на ринг, поставив диагноз — сильное отравление. Больше на профессиональный ринг Мерясев не выходил, его дальнейшая судьба неизвестна.

## Статистика профессиональных боёв
В таблице перечислены результаты всех поединков боксёров.
В каждой строке указан результат поединка. Дополнительно номер поединка обозначен цветом, который обозначает итог поединка. Расшифровка обозначений и цветов представлена в нижеследующей таблице.
| Пример | Расшифровка                     |
| ------ | ------------------------------- |
|        | Победа                          |
|        | Ничья                           |
|        | Поражение                       |
|        | Планируемый поединок            |
|        | Поединок признан несостоявшимся |
| КО     | Нокаут                          |
| ТКО    | Технический нокаут              |
| PTS    | Решение судей (по очкам)        |
| UD     | Единогласное решение судей      |
| MD     | Решение большинства судей       |
| SD     | Раздельное решение судей        |
| RTD    | Отказ от продолжения боя        |
| DQ     | Дисквалификация                 |
| NC     | Поединок признан несостоявшимся |

| 17 поединков, 17 побед (12 нокаутов) | 17 поединков, 17 побед (12 нокаутов) | 17 поединков, 17 побед (12 нокаутов) | 17 поединков, 17 побед (12 нокаутов) | 17 поединков, 17 побед (12 нокаутов) | 17 поединков, 17 побед (12 нокаутов) | 17 поединков, 17 побед (12 нокаутов)                                                    | 17 поединков, 17 побед (12 нокаутов) |
| Бой                                  | Рекорд                               | Дата боя                             | Соперник                             | Место проведения боя                 | Раундов, время                       | Дополнительно                                                                           |                                      |
| ------------------------------------ | ------------------------------------ | ------------------------------------ | ------------------------------------ | ------------------------------------ | ------------------------------------ | --------------------------------------------------------------------------------------- | ------------------------------------ |
| 17                                   | 17-0                                 | 7 декабря 2014                       | Себастьян Скшипчинский (11-8-2)      | Ливерпуль, Великобритания            | TKO 4 (10), 2:19                     | Завоевал вакантный титул чемпиона WBF International в среднем весе.                     |                                      |
| 16                                   | 16-0                                 | 25 апреля 2014                       | Карлос Мануэль Бальдомир (49-15-6)   | Канасин, Юкатан, Мексика             | UD (10)                              |                                                                                         |                                      |
| 15                                   | 15-0                                 | 4 ноября 2013                        | Серхио Хосе Сандерс (21-9-2)         | Санкт-Петербург, Россия              | UD (10)                              | Счёт: 98-92, 100-90, 100-92.                                                            |                                      |
| 14                                   | 14-0                                 | 26 мая 2013                          | Альваро Гаона (12-2-0)               | Саранск, Мордовия, Россия            | TD 6 (10), 3:00                      |                                                                                         |                                      |
| 13                                   | 13-0                                 | 23 марта 2013                        | Алексей Рибчев (14-4-1)              | Санкт-Петербург, Россия              | UD (10)                              | Защита титула чемпиона Балтийских стран по версии WBC Baltic в среднем весе.            |                                      |
| 12                                   | 12-0                                 | 23 декабря 2012                      | Руслан Родивич (13-9-0)              | Санкт-Петербург, Россия              | TKO 1 (10), 1:34                     | Защита титула чемпиона Балтийских стран по версии WBC Baltic в среднем весе.            |                                      |
| 11                                   | 11-0                                 | 8 сентября 2012                      | Мухитдин Раджапбаев (8-2-0)          | СК Олимпийский, Москва, Россия       | TKO 10 (10), 0:29                    | Завоевал вакантный титул чемпиона Балтийских стран по версии WBC Baltic в среднем весе. |                                      |
| 10                                   | 10-0                                 | 26 мая 2012                          | Бахтияр Жураев (1-4-1)               | СК «Манеж», Великий Новгород, Россия | RTD 4 (8)                            | Счёт: 40-36, 40-36, 40-36.                                                              |                                      |
| 9                                    | 9-0                                  | 17 марта 2012                        | Тагир Рзаев (7-50-1)                 | СЗ «Энергия», Нарва, Эстония         | UD (6)                               | Счёт: 60-54, 60-54, 60-54.                                                              |                                      |